# Amunicja wskaźnikowa

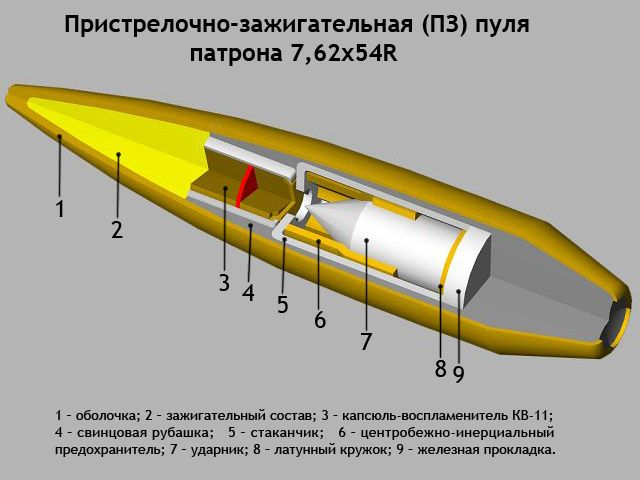
Nabój PZ (пристрелочно-зажигательная пуля, pocisk wskaźnikowo-zapalający) do naboju 7,62 × 54 mm R

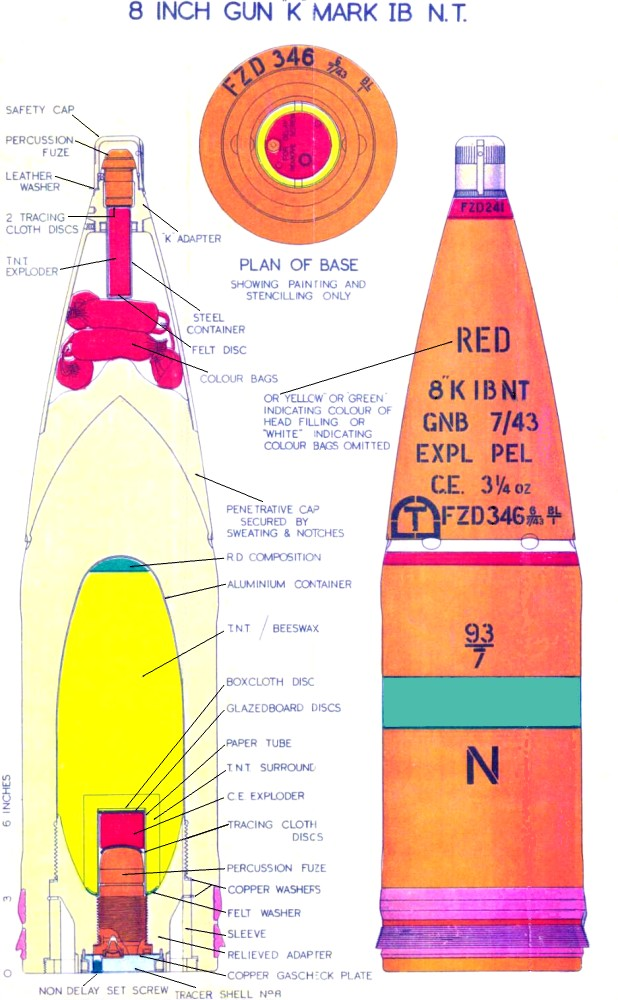
Pocisk APCBC do 381 mm działa z ładunkiem barwiącym (czerwonym – RED) w czepcu balistycznym i dodatkowym zapalnikiem rozpraszającym barwnik

Amunicja wskaźnikowa – amunicja do broni strzeleckiej lub artyleryjskiej z ładunkiem wybuchowym lub dymnym, która w momencie trafienia daje wyraźnie widoczny obłoczek dymu, wskazujący miejsce trafienia, co pozwala skorygować celowanie broni.
Pociski wskaźnikowe do broni strzeleckiej przypominają w przekroju zmniejszone zapalniki uderzeniowe pocisków artyleryjskich. Wypełnione są silnym materiałem wybuchowym, za którym znajduje się spłonka i zabezpieczona iglica. W chwili strzału zabezpieczenie cofa się pod wpływem przeciążenia, odbezpieczając iglicę. Gdy pocisk uderza w cel, iglica uderza w spłonkę, powodując eksplozję materiału wybuchowego. Powstający obłoczek dymu i błysk jest wyraźnie widoczny, co używa się do korygowania ognia, zwłaszcza przy prowadzeniu ostrzału na duży dystans. Eksplozja pocisku wskaźnikowego powoduje bardzo ciężkie rany, więc ich użycie wobec siły żywej jest zakazane przez międzynarodowe konwencje. Mimo zakazu, w czasie II wojny światowej na froncie wschodnim używali ich jednak snajperzy obu stron (Niemcy oficjalnie usankcjonowały takie użycie tej amunicji w 1944 roku, produkowanej pierwotnie na potrzeby obserwatorów lotniczych do ostrzału nieprzyjacielskich samolotów, ale tylko na froncie wschodnim).
Przykładem pocisku wskaźnikowego jest niemiecki B-Patrone (niem. Beobachtung – obserwacyjny) do naboju 7,92 × 57 mm Mauser. Przed II wojną światową podobne naboje wskaźnikowe 7,92 × 57 mm były produkowane w Polsce z oznaczeniem W (wybuchowy).
Podobną funkcję – ułatwienia celowania przez oznaczenie miejsca upadku pocisku – pełniły umieszczane w czepcach balistycznych ciężkich pocisków okrętowych woreczki z barwnikiem. Zabarwiając słup wody lub dym wybuchu na określony kolor pozwalały identyfikować, gdzie upadły pociski konkretnego okrętu, który strzelał pociskami z przypisanym sobie kolorem. Było to szczególnie istotne dla korygowania ognia okrętów operujących w eskadrze.